# Apophua hispida
Apophua hispida är en stekelart som först beskrevs av Pierre L. G. Benoit 1953.  Apophua hispida ingår i släktet Apophua och familjen brokparasitsteklar. Inga underarter finns listade i Catalogue of Life.